# الدوري السلوفيني لكرة القدم 1982–83
الدوري السلوفيني لكرة القدم 1982–83 هو موسم من الدوري السلوفيني لكرة القدم ‏. فاز فيه ND Slovan ‏.